# Chimneys
Chimneys è un'opera teatrale di Agatha Christie, tratta dal suo stesso romanzo Il segreto di Chimneys (1925). La pièce, scritta nel 1931, fece il suo debutto sulle scene soltanto nel 2003.

## Trama
Il giovane Anthony Cade si trova coinvolto in un intrigo internazionale quando accetta di consegnare un pacco nella dimora inglese di Chimneys. Quando la tenuta viene sconvolta da un delitto, Cade si ritrova suo malgrado ad avere a che fare sia con Scotland Yard che con dei misteriosi criminali disposti a tutto perché la monarchia non venga restaurata nella lontana nazione dell'Herzoslovakia.

## Storia delle rappresentazioni
Agatha Christie scrisse Chimneys nel 1931 e la prima del dramma era prevista per quella stessa stagione teatrale all'Embassy Theatre di Londra, il teatro che l'anno prima aveva ospitato Caffè nero, l'esordio della Christie in veste di drammaturga. Tuttavia, pur avendo superato i controllo per la censura del Lord Chamberlain's Office, la pièce fu ritirata dalla programmazione del teatro per motivi ignoti e al suo posto fu portata in scena Mary Broome, una commedia in quattro atto di Allan Monkhouse, rappresentata per la prima volta nel 1912.
Il manoscritto fu accantonato e dimenticato, tanto che anche l'Agatha Christie Limited, che detiene i diritti d'autore dell'opera della giallista britannica, ne perse ogni traccia. Nel dicembre 2001 John Paul FIschbach, direttore artistico del Vertigo Mystery Theatre di Calgary, ritrovò una copia del testo mentre cercava consultava un'altra opera teatrale della Christie - Il destino degli altri - per inaugurare la stagione seguente. Una seconda copia manoscritta è stata rinvenuta alla British Library e alcune note in essa contenute rivelano che Laurence Olivier avrebbe dovuto recitare nella produzione mai realizzata del 1931. Il Vertigo Mystery Theatre portò quindi Chimneys al debuttò il 16 ottobre 2003, in una rappresentazione a cui presenziò anche Mathew Prichard, nipote della Christie e presidente dell'Agatha Christie Limited.
Dopo la riscoperta per mano di Fischbach, Chimneys tornò nel repertorio teatrale della Christie e il 1º giugno 2006 fece il suo debutto britannico a Pitlochry, in Scozia. Il debutto statunitense avvenne invece due anni più tardi in occasione dell'International Mystery Writers' Festival, quando Chimneys fu messo in cartellone dal The RiverPark Center di Owensboro dal 12 al 22 giugno del 2008.